# Estrella circumpolar

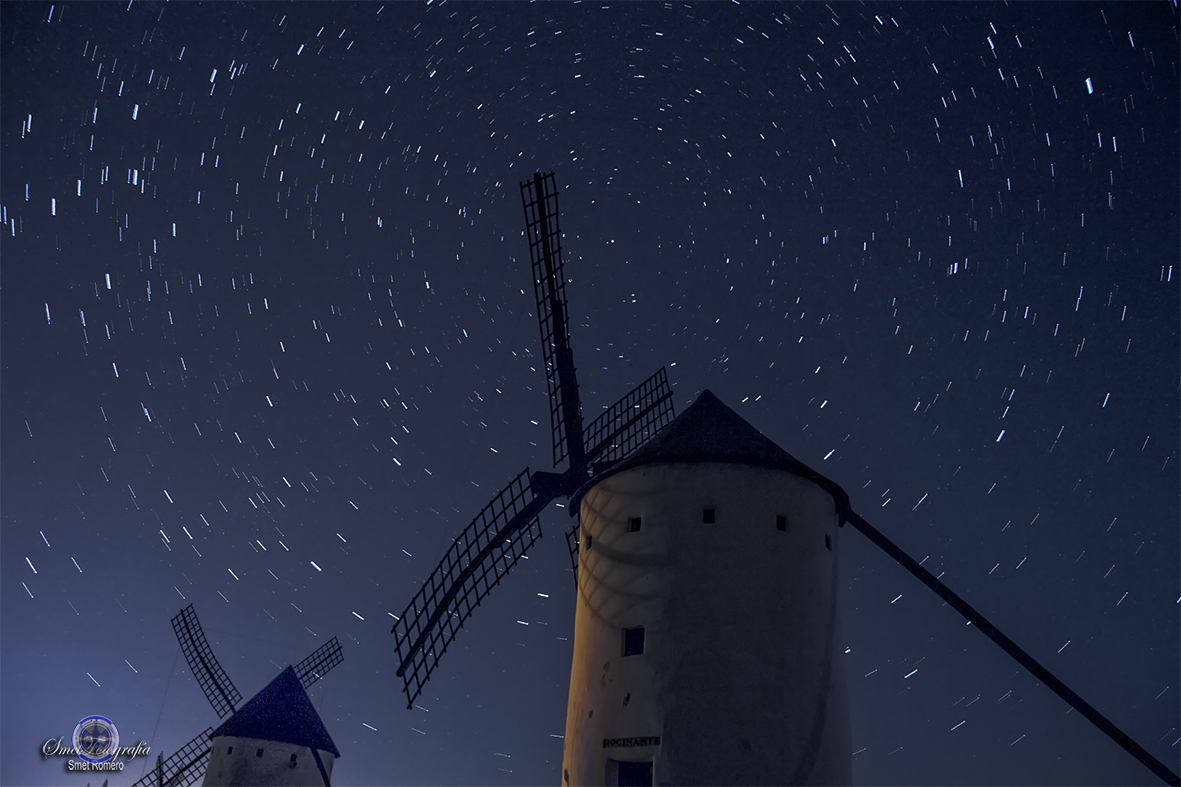

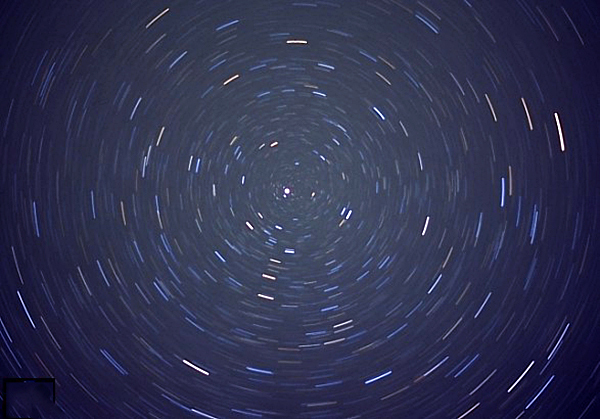
Estrellas Polar y circumpolares.

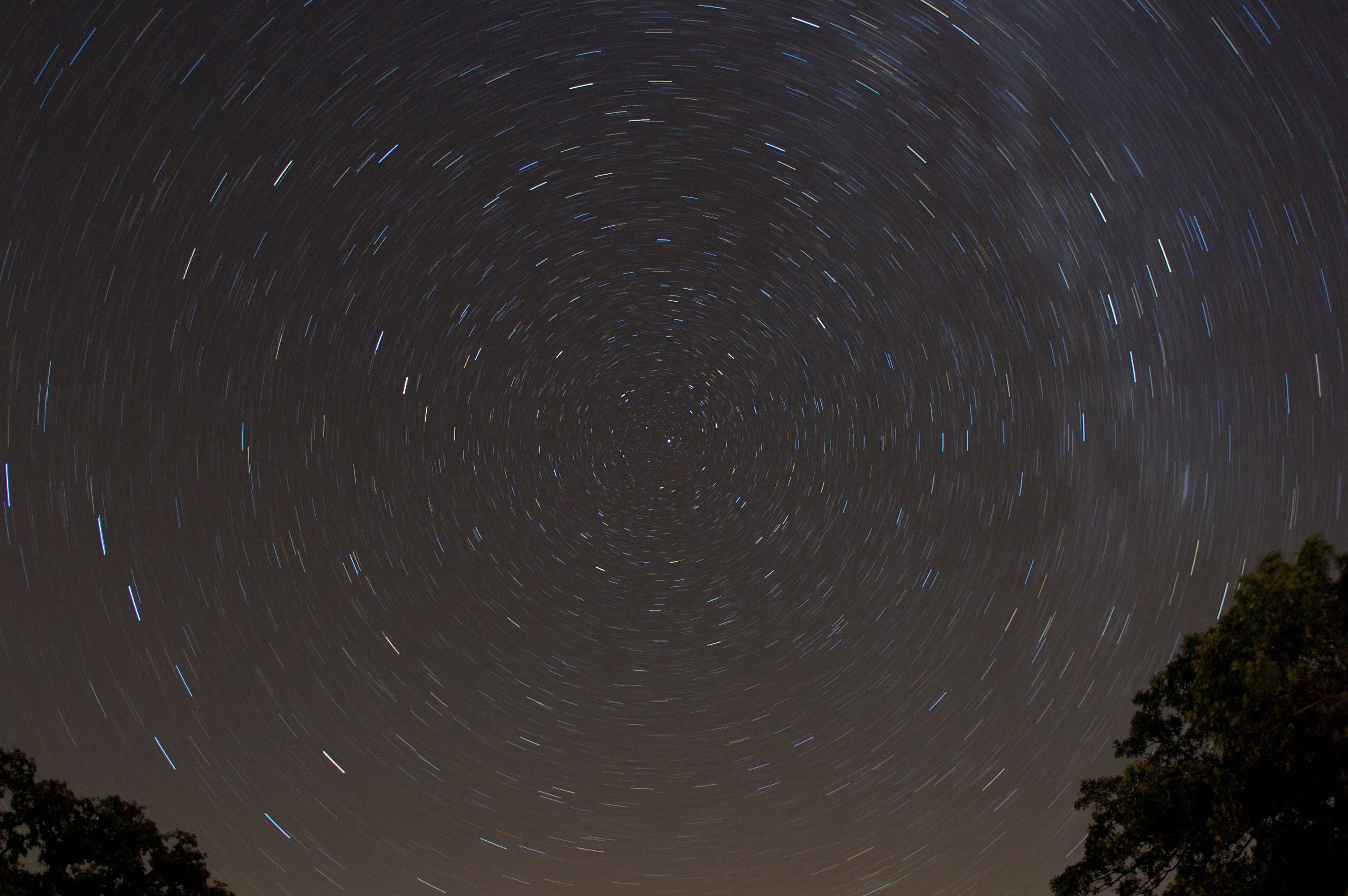
La estrella Polar y estrellas circumpolares
en una fotografía con lenta velocidad de obturación. Note que las estrellas cercanas al polo celeste hacen un trazo menor.

Una estrella circumpolar es una estrella que, vista desde una latitud dada en la Tierra, nunca se pone, es decir, nunca desaparece bajo el horizonte debido a su proximidad a uno de los polos celestes. Las estrellas circumpolares son, por lo tanto, visibles desde dicho lugar durante toda la noche, todas las noches del año y serían siempre visibles durante el día también si no fuera por el efecto del resplandor del Sol. Para un observador situado a +40° de latitud son circumpolares todas las estrellas que disten menos de 40° del polo norte; similarmente son circumpolares las estrellas entre -40° y el polo sur para un observador a -40° de latitud.
Todas las estrellas circumpolares están dentro de un círculo circumpolar. Este fue, de hecho, el significado original del nombre del círculo polar ártico, antes de tener el significado geográfico actual. Este significa «Círculo de los Osos», por las  constelaciones Osa Mayor y Osa Menor, a partir del griego ἀρκτικός (arktikos), «cerca de la Osa», y este de άρκτος (Arktos) «oso».
Los  egipcios conocían las estrellas circumpolares a las que designaron como estrellas que no conocen la fatiga y también estrellas que no conocen la destrucción. A partir de tales observaciones, se identificaba a los cielos del norte con una región en la que no podía existir la muerte, el país donde se gozaba de una vida eterna y feliz.
Las estrellas no circumpolares, el sol y los planetas describen solo parte de un círculo, cortando al horizonte en dos puntos: el orto y el ocaso.

## Explicación
Como la Tierra gira diariamente sobre su eje, las estrellas parecen girar en trayectorias circulares alrededor de uno de los polos celestes; el polo norte celeste para los observadores en el hemisferio norte o el polo sur celeste para los observadores en el hemisferio sur. Las estrellas alejadas de un polo celeste parecen girar en grandes círculos, las estrellas situadas muy cerca de un polo celeste, parecen girar en círculos pequeños y por lo tanto parece que no tuvieran movimiento diurno. Dependiendo de la latitud del observador en la Tierra, algunas estrellas - las circumpolares – están lo suficientemente cerca del polo celeste como para permanecer continuamente sobre el horizonte, mientras que otras estrellas se hunden en el horizonte durante una parte de su recorrido circular diario, por último, otras se quedan de forma permanente por debajo del horizonte.
Las estrellas circumpolares parecen estar dentro de un círculo que está centrado en el polo celeste y tangente al horizonte. En el polo norte terrestre, el polo norte celeste está directamente sobre la cabeza, y todas las estrellas que son visibles son todas las estrellas del hemisferio norte celeste y son todas circumpolares. En la medida en que uno viaja hacia el sur, el polo norte celeste se mueve hacia el horizonte del norte y estrellas que están a una distancia de este polo comienzan a desaparecer bajo el horizonte durante una parte de su recorrido diario, y el círculo que contiene al resto de las estrellas circumpolares se hace cada vez más pequeño. En el ecuador terrestre, este círculo se desvanece a un solo punto - el polo celeste mismo - que se encuentra en el horizonte y, por lo tanto, no hay ninguna estrella circumpolar.
Como se viaja al sur del ecuador ocurre lo contrario. El polo sur celeste parece cada vez más alto en el cielo, y todas las estrellas situadas en un círculo cada vez mayor centrado en este polo son circumpolares. Esto continúa hasta que uno llega al Polo Sur terrestre, donde, una vez más, todas las estrellas visibles son circumpolares.
El polo norte celeste está localizado muy cerca de la estrella polar (Polaris o Estrella del Norte), por lo que, desde el hemisferio norte todas las estrellas circumpolares parecen girar alrededor de la estrella polar. Polaris se mantiene casi inmóvil, siempre en el norte (es decir, el azimut es de 0°), y siempre a la misma altitud (ángulo del horizonte), igual a la latitud del punto de observación de la Tierra.
Todas las estrellas cirumpolares tienen en particular una cosa, están dentro de un círculo circumpolar.

## Definición de las estrellas circumpolares
Las circunstancias que hacen a una estrella circumpolar dependen únicamente del hemisferio del observador y su latitud. A medida que la altura del polo norte celeste o el polo sur celeste es la misma que la latitud del observador, cualquier estrella cuya posición del polo es menor que la latitud, es circumpolar y nunca se ocultan por debajo del horizonte. Es decir si la latitud de observación es de 45° N y está orientada hacia el norte las estrellas serán circumpolar si se encuentran a menos de 45° desde el polo norte celeste. Si la latitud del observador es de -35° S y está orientado al sur, las estrellas dentro de los 35° del polo sur celeste son circumpolares. Las estrellas en el ecuador celeste no son circumpolares nunca, sin importar la latitud ni el hemisferios de la Tierra desde los que son observados.
Es fácil de calcular si una estrella se circumpolar (o no) en la latitud del observador sabiendo la declinación de la estrella (δ).
Para las estrellas del norte, se calcula 90° - δ.
• Por ejemplo, si la declinación es Dubhe / α Ursa Majoris 61°45′, esta estrella será circumpolar en cualquier lugar al norte de 28°15′ de latitud.
Para las estrellas del sur, se calcula 90° + δ.
• Por ejemplo, si la declinación Alfa Centauri es -60°50′, esta estrella será circumpolar en cualquier lugar al sur de -29°10′ de latitud.
Los resultados calculados anteriormente también determinan si una estrella se levantará sobre el horizonte local. Utilizando los resultados anteriores;
• Dubhe será visible hacia el horizonte norte en cualquier lugar al norte de -28°15 'de latitud por. 
Del mismo modo,
• Alfa Centauro será visible hacia el horizonte sur en cualquier lugar al sur de 29°10 'de latitud. (Δ + 90°) 
Algunas estrellas dentro de las constelaciones más al norte, como Casiopea, Cefeo, la Osa Mayor y Osa Menor, aproximadamente al norte del Trópico de Cáncer (23½°), serán las estrellas circumpolares que nunca se elevan o se ponen.
Para los observadores británicos, por ejemplo, las estrellas de primera magnitud Capella (declinación +45°59) y Deneb (45°16′) no se oculta desde ninguna parte del país. Vega (38°47′) es técnicamente circumpolar norte del paralelo 51°13′ (al sur de  Londres), teniendo en cuenta la refracción atmosférica es probable que solo se ve ocultarse en el nivel del mar en Cornualles y las islas Scilly.
Algunas estrellas en las constelaciones del sur, tales como Crux, Musca, e Hydrus, aproximadamente al sur del Trópico de Capricornio (-23½°), también serán estrellas circumpolares.
Estrellas (y constelaciones) que son circumpolares en un hemisferio siempre son invisibles en las latitudes altas del hemisferio opuesto, porque nunca se elevan por encima del horizonte. Por ejemplo, la constelación circumpolar del sur Crux, es invisible desde la mayor parte de los Estados Unidos continentales, así mismo, el asterismo El Carro (asterismo), circumpolar del norte, es invisible para la región patagónica de Sudamérica.